# Sanne Cant
Sanne Cant (Ekeren, 8 oktober 1990) is een Belgisch voormalig veldrijdster en wielrenster. In het veldrijden is ze vijftienvoudig Belgisch kampioene, werd wereldkampioene in 2017, 2018 en 2019 en Europees kampioene in 2014, 2015 en 2017.

## Carrière

### Jeugd
In haar jeugd deed ze aan atletiek en duatlon, in 2002 begon ze in navolging van haar oudste broer met fietsen. Ze concentreerde zich voornamelijk op het veldrijden en mountainbiken. In haar eerste jaar als wielrenster won ze het Provinciaal kampioenschap veldrijden bij de 12-jarigen. In de jaren 2003 tot en met 2006 werd ze eveneens provinciaal kampioen in de diverse jeugdcategorieën. In 2006 pakte ze haar eerste nationale titel op de weg.
Bij het mountainbiken pakte ze in 2004 haar eerste grote zege: ze werd Belgisch kampioene bij de 14-jarigen. Het jaar erop prolongeerde ze de titel, maar in 2006 moest ze vrede nemen met een zilveren medaille. Vanaf 2007 kwam ze uit in de juniorencategorie. Tijdens het WK MTB in het Britse Fort William behaalde ze een 8ste plaats. In 2008 volgde de overwinning van de prestigieuze Bundesliga Cup in Münsingen en streed mee voor de ereplaatsen tijdens de Wereldbekers, met als beste resultaat een 5de plaats te Houffalize. In 2009 reed ze haar meeste wedstrijden bij de profs.

### Eerste profjaren
Haar eerste jaar bij de elite was het veldritseizoen 2008-2009. Ze reed in het shirt van het Italiaanse Selle Italia–Ghezziteam. Haar eerste podium in een belangrijke wedstrijd was haar 3de plaats tijdens de cross Gavere. In december boekte ze haar eerste overwinning, in Faè di Oderzo wist ze Eva Lechner achter zich te houden. Vanaf 1 januari 2009 tekende ze een contract  het pas opgerichte team BKCP-Powerplus. Op haar eerste BK werd ze tweede, dit op 1 minuut van Joyce Vanderbeken. Tijdens het daaropvolgende WK te Hoogerheide behaalde Cant een 6de plaats op 29 seconden van de Nederlandse winnares Marianne Vos.
In voorbereiding op het seizoen 2009-2010 reed ze verschillende MTB koersen. Ze werd in Malmedy Belgisch kampioen en won ook de manches van de Benelux Cup in Averbode en Habay-la-Neuve. Het daaropvolgend veldritseizoen begon goed voor Cant. Ze werd 4de in de Citadelcross. In november reed Cant samen met nationaal kampioene Vanderbeken het EK in Hoogstraten. Er ontstond wrevel tussen de twee, de reden hiervoor was dat Cant volgens Vanderbeken niet wou meewerken in de achtervolging op de kopgroep. Na de wedstrijd ging de moeder van Cant zelfs even op de vuist met Vanderbeken. Later dat seizoen werd ze wel Belgisch kampioen, voor diezelfde Vanderbeken die ze op 49 seconden zette. Het WK enkele weken later verliep niet volgens de verwachtingen, Cant eindigde pas 15de. Ze sloot het seizoen echter wel met een positieve noot af door 2 maal 3de te worden in een cross van betekenis, respectievelijk in Oostmalle en Lille.
Voor het zomerseizoen van 2010 besliste Cant voortaan geen mountainbikeraces meer te rijden en zich enkel op de weg voor te bereiden. Haar winter begon goed, ze reed constant voorin en eindigde doorgaans rond plek 5. Ze slaagde er in januari ook in om haar Belgische titel te verlengen. Na een zeer constant seizoen te hebben gereden sloot ze 2010-2011 sterk af. Op 5 februari 2011 was ze tijdens de Krawatencross in Lille in een strijd verwikkeld met wereldkampioene Marianne Vos. Vos kreeg in de laatste ronde echter af te rekenen met pech, hierdoor kon Cant wegrijden en haar eerste prestigieuze overwinning pakken. Door deze overwinning werd ze ook eindwinnaar van de GVA Trofee veldrijden.
Tijdens de zomer van 2011 leek Cant op weg naar een nieuw team, ze tekende een contract bij Young Telenet-Fidea. Ondanks het getekende contract verlengde Cant toch bij BKCP-Powerplus. In september 2013 kreeg ze hiervoor een boete van 30.000 euro van de UCI. Ze reed dat seizoen constant, met als uitschieters haar 2 2de plaatsen in de Scheldecross en de Druivencross. In januari 2012 haalde ze naast een 3de Belgische titel ook nog het brons op het wereldkampioenschap in eigen land te Koksijde. Bijna 40 seconden achter winnares Marianne Vos klopte Daphny van den Brand Cant in de spurt voor plek 2.

### Doorbraak
In de voorbereiding voor het veldritseizoen 2012-2013 besloot Cant naast wegwedstrijden ook terug te gaan mountainbiken. Ze reed voornamelijk kleinere Belgische wedstrijden. In Sankt-Vith en Geraardsbergen, 2 manches van de Belgian MTB Grand Prix eindigde Cant telkens 3de. En op het BK werd ze 2de achter Githa Michiels.
Deze winter zette Cant de stap naar de top van het veldrijden. Ze begon met een resem overwinningen, ze won in Kalmthout en ook in Zonhoven. Ze ging verder op haar elan en won door het seizoen ook nog in Leuven, Essen en Loenhout. Tijdens de Grand Prix Lille Métropole kwam Cant zwaar ten val, in een modderige afdaling viel Cant en kreeg ze de Amerikaanse Katherine Compton vol op zich. Cant werd afgevoerd naar het ziekenhuis, hier bleek dat ze geen ernstige verwondingen had. Op 13 januari werd ze voor de 4de maal op rij Belgisch kampioen. Twee weken later volgde het wereldkampioenschap. Ze kon haar stunt van een jaar eerder niet herhalen, ze eindigde 18de. Na het WK won Cant nog verscheidene wedstrijden zoals Hoogstraten en Oostmalle. Ze was zelfs de beste in de algemene klassering in de bpost bank trofee.

### Bevestiging
Nadat ze in 2012-2013 naar de top van de veldritwereld was doorgestoten wou Cant in het seizoen 2013-2014 bevestigen. In de zomer combineerde ze het wegwielrennen met het mountainbike. En met succes, want Cant wist 2 wegkoersen te winnen. In Kieldrecht versloeg ze Liesbet De Vocht in een sprint, eind augustus won ze ook nog een Dernycriterium in haar woonplaats Lille. Ook eindigde ze 7de op het Belgisch wegkampioenschap en pakte ze voor de 2de maal zilver op het BK mountainbike.
Haar winter begon 2 weken vroeger dan normaal. Ze reed en won de Supercross Baden in Zwitserland. 2 weken later behaalde ze 2 op 2 door de Grote Prijs Neerpelt te winnen. Ze won vervolgens ook nog in Laarne. In oktober wist ze geen wedstrijden meer te winnen. Maar in november zette ze een reeks neer, ze won de Jaarmarktcross Niel, de GP van Hasselt en de Cyclocross Asper-Gavere. Later kwamen daar ook nog Kalmthout, Essen en Diegem bij. Begin 2014 werd ze ook opnieuw nationaal kampioen, en dit al voor de 5de keer op rij. 2 Weken later volgde het WK. Cant leek op weg naar de bronzen plak, maar in de laatste ronde reed Helen Wyman haar nog voorbij. Ze sloot haar seizoen wel af met haar 3de eindzege in de Bpost bank trofee.

### Topjaren

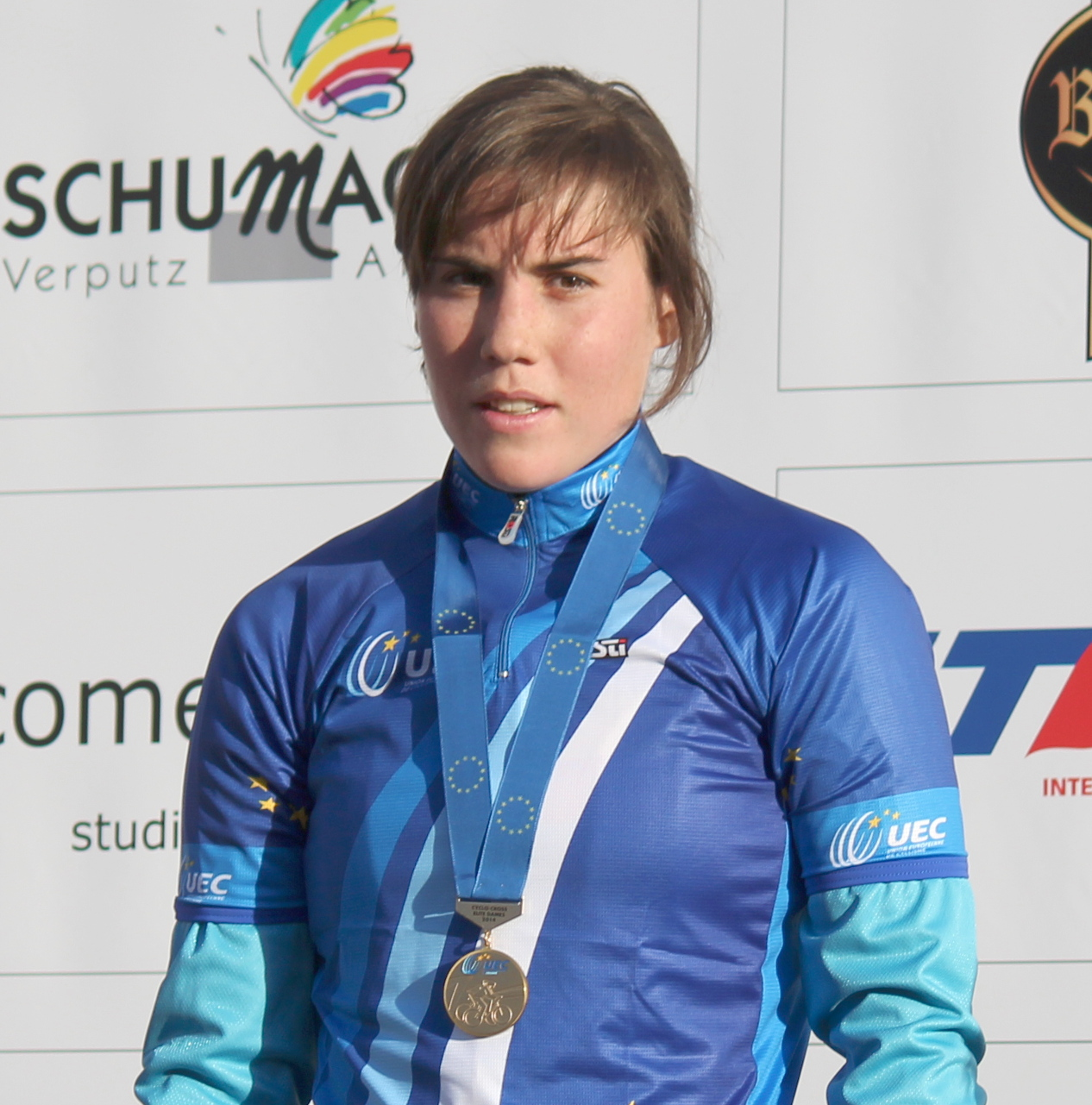
Sanne Cant op het podium na haar overwinning op het EK 2014.

Haar voorbereiding op de winter van 2014-2015 liep in tegenstelling tot de voorbije jaren enkel op de weg. Ze begon vrij wisselvallig aan het veldritseizoen. Maar in november won ze zowel de Superprestiege van Zonhoven als Ruddervoorde. Bij het Europees kampioenschap in het Duitse Lorsch reed Cant in de slotronde weg van een kopgroep van 7 en won de Europese titel. Ook hierna trok ze haar goede lijn door, zo won nog verschillende races. Haar zege in de Duinencross het was haar eerste zege in de Wereldbeker. Een week later was ze ook de beste in het Engelse Milton Keynes, in een spurt klopte ze favoriete Katherine Compton. Dankzij deze zege nam ze als eerste Belgische ooit de leiding in de Wereldbeker. Op de eerstvolgende UCI-Ranking stond Cant ook bovenaan. In januari verlengde ze ook haar nationale titel. Aan een 4de plek tijdens de laatste Wereldbeker te Hoogerheide had ze genoeg om de eindzege, als eerste Belgische ooit, binnen te slepen. Op het WK was ze door haar uitstekende seizoen een van de topfavorieten. Ze reed een alerte koers, en reed in de voorlaatste ronde zelfs even alleen, de Française Pauline Ferrand-Prevot kwam toch nog aansluiten, en ging ze ten aanval. In de laatste bocht plakte Cant net terug op haar wiel. In de prangende spurt moest ze net de duimen leggen, en werd ze vice-wereldkampioen. Ze sloot het seizoen ook af als nummer 1 op de wereldranglijst.
De zomer van 2015 begon voor Cant met enkele nationale selecties op de weg. Voor aanvang van het seizoen 2015-2016 liet Cant weten dat ze minder wedstrijden zou betwisten, dit met als doel frisser de kampioenschappen te kunnen aanvatten. Haar seizoen startte met een derde plek tijdens de eerste Amerikaanse wereldbeker ooit. Hierna volgde twee zeges in de Superprestige, waarin voor het eerst in de geschiedenis ook een eindklassement voor vrouwen zou worden opgemaakt. Haar eerste grote doel van het seizoen was het Europees kampioenschap, waar ze met succes haar titel verdedigde. Hierna volgde een reeks van overwinningen. Vanaf het EK tot en met de Duinencross te Koksijde boekte ze 6 overwinningen op een rij. Ook in de hieropvolgende eindejaarsperiode presteerde ze sterk. Met haar vijfde plek in de slotmanche van de Wereldbeker verzekerde ze zich van de eindzege, ze had 41 punten meer dan eerste achtervolgster Eva Lechner. Haar volgende doel waren de kampioenschappen. Het BK werd in haar thuis in Lille georganiseerd. Ze reed zoals verwacht makkelijk naar haar 7de titel op een rij. 3 Weken later stond ze als absolute topfavoriet aan de start het WK, zonder de geblesseerde Marianne Vos en Pauline Ferrand-Prevot was Cant gebrand op haar eerste titel. Lange tijd zag het er goed uit voor Cant, maar toen in de voorlaatste ronde Thalita de Jong een verschroeiende versnelling plaatste, plooide Cant. De mentale veer was bij Cant gebroken en ook de Franse Caroline Mani passeerde nog, Cant werd 3de.
Een jaar later wist Cant wel de wereldtitel te behalen. In het Luxemburgse Bieles klopte ze in de sprint zevenvoudig wereldkampioene Marianne Vos.
Op 3 september 2019 werd bekendgemaakt dat Crelan Bank, na een gedwongen sabbatjaar ten gevolge van het plotse vertrek van Wout van Aert bij Willems Veranda's-Crelan, terugkeert naar het veldrijden als sponsor van de damesploeg rond Sanne Cant en Loes Sels enerzijds en een dames-opleidingsploeg anderzijds. Binnen het professioneel vrouwensteam kan enkel Cant twee kleinere crossen (niet behorend tot een regelmatigheidscriterium) en het BK te  winnen. De rest van het seizoen wordt gedomineerd door de Nederlanders
Seizoen 2020-2021 is een minder jaar voor Cant. De Nederlandse dames leken volledig overgenomen te hebben, tot Cant in haar thuiscross in Lille, de hele wedstrijd meestreed voor de overwinning. Helaas, in de laatste halve ronde reed ze lek, waardoor ze in de sneeuw van plek één naar plek vier terugzakte. Ook in afwezigheid van de Nederlanders kreeg ze af te rekenen met de sterke, beloftevolle Hongaarse Kata Blanka Vas, in zowel Gullegem als in Bredene. Cant werd dat jaar wel voor de twaalfde keer Belgisch kampioene, in Meulebeke.
Op 23 februari 2025 beëindigde Cant haar wielercarrière met de vierde plaats in de Sluitingsprijs van Oostmalle.

### Onderscheidingen en sportprijzen
In 2017 en 2018 werd Cant als eerste veldrijdster verkozen tot Flandrienne van het Jaar. Op 4 december 2019 won ze (eveneens als eerste veldrijdster) de Kristallen Fiets.

### Privé
Sanne Cant heeft een relatie met de Belgische wielrenster Kim de Baat. Haar broer Kevin was eveneens actief als veldrijder.

## Erelijst

### Veldrijden

#### Overwinningen
| Seizoen   | Wereldbeker                                                   | Superprestige                                                                    | Trofee                                            | WK  | EK  | BK | Overige | Totaal aantal zeges |
| --------- | ------------------------------------------------------------- | -------------------------------------------------------------------------------- | ------------------------------------------------- | --- | --- | -- | --- | ------------------- |
| 2006-2007 |                                                               |                                                                                  |                                                   | 18e | 15e | –  | | 0                   |
| 2007-2008 |                                                               |                                                                                  |                                                   | 24e | 9e  | –  | | 0                   |
| 2008-2009 |                                                               |                                                                                  |                                                   | 6e  | 9e  | ↑  | Oderzo | 1                   |
| 2009-2010 |                                                               |                                                                                  |                                                   | 15e | 10e | ↑  | | 1                   |
| 2010-2011 |                                                               |                                                                                  | Lille, eindklassement                             | 9e  | 14e | ↑  | | 2                   |
| 2011-2012 |                                                               |                                                                                  |                                                   | ↑   | 9e  | ↑  | | 1                   |
| 2012-2013 |                                                               | Zonhoven, Hoogstraten, Middelkerke                                               | Essen, Loenhout, Oostmalle, eindklassement        | 18e | 5e  | ↑  | Kalmthout, Leuven                                                                                                 | 9                   |
| 2013-2014 |                                                               | Gavere, Diegem                                                                   | Hasselt, Essen, Lille, Oostmalle, eindklassement  | 4e  | 6e  | ↑  | Baden, Neerpelt, Laarne, Niel, Kalmthout                                                                          | 12                  |
| 2014-2015 | Koksijde, Milton Keynes, eindklassement                       | Gieten, Zonhoven, Ruddervoorde, Gavere, Hoogstraten, Middelkerke                 | Hamme, Hasselt, Lille                             | ↑   | ↑   | ↑  | Neerpelt, Meulebeke, Kruibeke, Niel, Overijse, Antwerpen, St-Niklaas, Otegem, Maldegem, Eeklo, Heerlen, Oostmalle | 25                  |
| 2015-2016 | Koksijde, Zolder, Lignières-en-Berry, eindklassement          | Gieten, Zonhoven, Ruddervoorde, Gavere, Hoogstraten, Middelkerke, eindklassement | Essen, Antwerpen, Loenhout, Baal, eindklassement  | ↑   | ↑   | ↑  | Niel, Hasselt, Maldegem, Eeklo, Oostmalle                                                                         | 20                  |
| 2016-2017 | Zeven                                                         | Gieten, Zonhoven, Gavere, Middelkerke, eindklassement                            | Hamme, Essen, Antwerpen, Loenhout, eindklassement | ↑   | 6e  | ↑  | Geraardsbergen, Ardooie, St-Niklaas, Niel, Hasselt, Mol, Hulst, Oostmalle                                         | 19                  |
| 2017-2018 | Waterloo, Bogense, Zeven, Zolder, Hoogerheide, eindklassement | Diegem, Hoogstraten, Middelkerke, eindklassement                                 | Hamme, Essen, Antwerpen, Loenhout, Lille          | ↑   | ↑   | ↑  | Geraardsbergen, Eeklo, Meulebeke, Otegem                                                                          | 20                  |
| 2018-2019 |                                                               | Zonhoven, Diegem, Hoogstraten, eindklassement                                    | Niel, Lille, eindklassement                       | ↑   | 4e  | ↑  | Meulebeke, Lokeren, Mol, St-Niklaas                                                                               | 11                  |
| 2019-2020 |                                                               |                                                                                  |                                                   | 12e | 6e  | ↑  | St-Niklaas, Bredene                                                                                               | 3                   |
| 2020-2021 |                                                               |                                                                                  |                                                   | 8e  | 7e  | ↑  | | 1                   |
| 2021-2022 |                                                               |                                                                                  |                                                   | 10e | 10e | ↑  | Meulebeke | 2                   |
| 2022-2023 |                                                               |                                                                                  |                                                   | DNS | 17e | ↑  | | 1                   |
| 2023-2024 |                                                               |                                                                                  |                                                   | 14e | 8e  | ↑  | Loenhout | 2                   |
| 2024-2025 |                                                               |                                                                                  |                                                   | 9e  | 15e | –  | Otegem | 1                   |
| Totaal    | 11 (3x eindklassement)                                        | 27 (4x eindklassement)                                                           | 26 (6x eindklassement)                            | 3   | 3   | 15 | 46 | 131                 |

#### Erelijst
| Seizoen   | Aantal zeges      | ↑      | ↑    | ↑      | WB     | SP   | TR     | UCI  |
| --------- | ----------------- | ------ | ---- | ------ | ------ | ---- | ------ | ---- |
| 2008-2009 | 1 overwinning     | 6e     | 9e   | Zilver | 12e    | NVT  | Brons  | 10e  |
| 2009-2010 | 1 overwinning     | 15e    | 10e  | Goud   | 8e     | NVT  | Brons  | 9e   |
| 2010-2011 | 2 overwinningen   | 9e     | 14e  | Goud   | 4e     | NVT  | Goud   | 6e   |
| 2011-2012 | 1 overwinning     | Brons  | 9e   | Goud   | 6e     | NVT  | Zilver | 7e   |
| 2012-2013 | 9 overwinningen   | 18e    | 5e   | Goud   | 5e     | NVT  | Goud   | 5e   |
| 2013-2014 | 12 overwinningen  | 4e     | 6e   | Goud   | 4e     | NVT  | Goud   | 4e   |
| 2014-2015 | 25 overwinningen  | Zilver | Goud | Goud   | Goud   | NVT  | Zilver | Goud |
| 2015-2016 | 20 overwinningen  | Brons  | Goud | Goud   | Goud   | Goud | Goud   | Goud |
| 2016-2017 | 19 overwinningen  | Goud   | 6e   | Goud   | Zilver | Goud | Goud   | Goud |
| 2017-2018 | 20 overwinningen  | Goud   | Goud | Goud   | Goud   | Goud | 5e     | Goud |
| 2018-2019 | 11 overwinningen  | Goud   | 4e   | Goud   | Zilver | Goud | Goud   | Goud |
| 2019-2020 | 3 overwinningen   | 12e    | 6e   | Goud   | 14e    | 5e   | 5e     | 6e   |
| 2020-2021 | 1 overwinning     | 8e     | 7e   | Goud   | 6e     | 7e   | 7e     | 8e   |
| 2021-2022 | 2 overwinningen   | 10e    | 10e  | Goud   | 19e    | 9e   | 5e     | 16e  |
| 2022-2023 | 1 overwinningen   | DNS    | 17e  | Goud   | 20e    | 9e   | 9e     | 36e  |
| 2023-2024 | 2 overwinningen   | 14e    | 8e   | Goud   | 20e    | 5e   | 7e     | 17e  |
| 2024-2025 | 1 overwinning     | 9e     | 15e  | –      | 18e    | 7e   | 6e     | 19e  |
| Totaal    | 131 overwinningen | 3      | 3    | 15     | 3      | 4    | 6      | 5    |

### Mountainbiken

#### Overwinningen
| Seizoen                         | Wereldbeker | OS  | WK  | EK  | BK     | Overige                  | Totaal aantal zeges |
| ------------------------------- | ----------- | --- | --- | --- | ------ | ------------------------ | ------------------- |
| 2009                            |             | NVT | NVT | NVT | Goud   | Averbode, Habay-la-Neuve | 3                   |
| geen deelnames in 2010 en 2011. |             |     |     |     |        |                          |                     |
| 2012                            |             | DNQ | DNS | DNS | Zilver |                          | 0                   |
| 2013                            |             | NVT | DNS | DNS | Zilver |                          | 0                   |
|                                 |             |     |     |     |        |                          |                     |
| Totaal                          | 0           | 0   | 0   | 0   | 1      | 2                        | 3                   |

### Wegwielrennen
In 2018 werd Cant derde op het BK wegwielrennen, na Annelies Dom en Valerie Demey. In 2024 werd ze tweede op het BK, na Lotte Kopecky en voor Justine Ghekiere. In 2024 won ze de Schaal Sels, voor Marthe Truyen en Marion Norbert-Riberolle.

#### Resultaten in voornaamste wedstrijden
| Jaar | Gent-Wevelgem | Ronde van Vlaanderen | Parijs-Roubaix | Strade Bianche |  | WK op de weg |  | Wereldranglijsten |
| ---- | ------------- | -------------------- | -------------- | -------------- |  | ------------ |  | ----------------- |
| 2021 | 89e           | 80e                  |                |                |  |              |  | 433e (UWT)        |
| 2022 | 11e           | opgave               | 62e            | 55e            |  |              |  | 122e (UWT)        |
| 2023 | 18e           | 67e                  | opgave         |                |  | 69e          |  | 473e (UWT)        |

#### Resultaten meerdaagse wedstrijden
| Jaar | Ronde van Thüringen | Ronde van België | BeNe Ladies Tour | Tour de France Femmes | Ronde van Noorwegen |
| ---- | ------------------- | ---------------- | ---------------- | --------------------- | ------------------- |
| 2012 |                     | 40e              |                  |                       |                     |
| 2013 |                     | 67e              |                  |                       |                     |
| 2014 |                     |                  | 12e              |                       |                     |
| 2015 |                     |                  | 28e              |                       |                     |
| 2016 |                     |                  |                  |                       |                     |
| 2017 |                     |                  | 20e              |                       |                     |
| 2018 |                     |                  | 93e              |                       |                     |
| 2019 | 59e                 |                  | 22e              |                       |                     |
| 2020 |                     |                  |                  |                       |                     |
| 2021 |                     | 25e              | 30e              |                       | 38e                 |
| 2022 | 6e                  |                  |                  | 62e                   |                     |
| 2023 | DNF                 |                  |                  | 85e                   |                     |

### Jeugd
- Provinciaal kampioenschap Antwerpen veldrijden 6x: 2002 (12j), 2003 (13j), 2004 (14j), 2005-2007 (Jeugd)
- Belgisch kampioenschap mountainbiken 4x: 2004 (14j) 2005, 2007 en 2008 (Jeugd)

## Ploegen

### Veldrijden
- 2008 -  Guerciotti-Selle Italia
- 2009 -  IKO Enertherm-BKCP
- 2009/10 -  IKO Enertherm-BKCP
- 2010/11 -  IKO Enertherm-BKCP
- 2011/12 -  IKO Enertherm-BKCP
- 2012/13 -  IKO Enertherm-BKCP
- 2012/14 -  IKO Enertherm-BKCP
- 2014/15 -  IKO Enertherm-BKCP
- 2015/16 -  IKO Enertherm-Beobank
- 2016/17 -  IKO Enertherm-Beobank
- 2017/18 -  IKO Enertherm-Beobank
- 2018/19 -  IKO Enertherm-Beobank
- 2019/20 -  IKO-Crelan
- 2020/21 -  IKO-Crelan
- 2021/22 -  IKO-Crelan
- 2022/23 -  Crelan-Fristad
- 2023/24 -  Crelan-Corendon
- 2024/25 -  Crelan-Corendon

### Wegwielrennen
- 2020 -  Ciclismo Mundial
- 2021 -  Plantur-Pura
- 2022 -  Plantur-Pura
- 2023 -  Fenix-Deceuninck
- 2024 –  Fenix-Deceuninck

Alvarado · Cant · Couzens · de Baat · De Wilde · Kastelijn · Kuijpers · Martins · Marturano · Pieterse · Schrempf · Schweinberger · Stiasny · Truyen · Van de Velde · van der Heijden · van Zuthem · Worst · Wright
Alvarado · Cant · Couzens · De Wilde · Kastelijn · Kuijpers · Marturano · Perkins · Pieterse · Rooijakkers · Schrempf · Schweinberger · Stiasny · Truyen · van Alphen · van der Heijden · van Zuthem · Worst · Wright